# Trichosanthes dafangensis
Trichosanthes dafangensis är en gurkväxtart som beskrevs av N.G. Ye och S.J. Li. Trichosanthes dafangensis ingår i släktet Trichosanthes och familjen gurkväxter. Inga underarter finns listade i Catalogue of Life.